# Faraday Future FF91
La Faraday Future FF91 est un SUV électrique du constructeur automobile américain Faraday Future dont la production, prévue en 2020, débute finalement en 2023.

## Caractéristiques techniques
La FF91 repose sur la plate-forme technique modulaire Variable Platform Architecture (VPA) du constructeur, qui a été dévoilée sur le concept car FFZERO1 au Consumer Electronics Show de Las Vegas en janvier 2016.

## Finitions

### Série limitée
- Alliance Edition : série limitée à 300 exemplaires au lancement de la FF91.

## Concept car
La Faraday Future FF91 est préfigurée par le concept car éponyme présenté au Consumer Electronics Show (CES) en janvier 2017.
Le concept est doté d'une batterie lithium ion développée par LG Chem d'une capacité de 130 kWh lui procurant une autonomie de 600 km.